# Road America

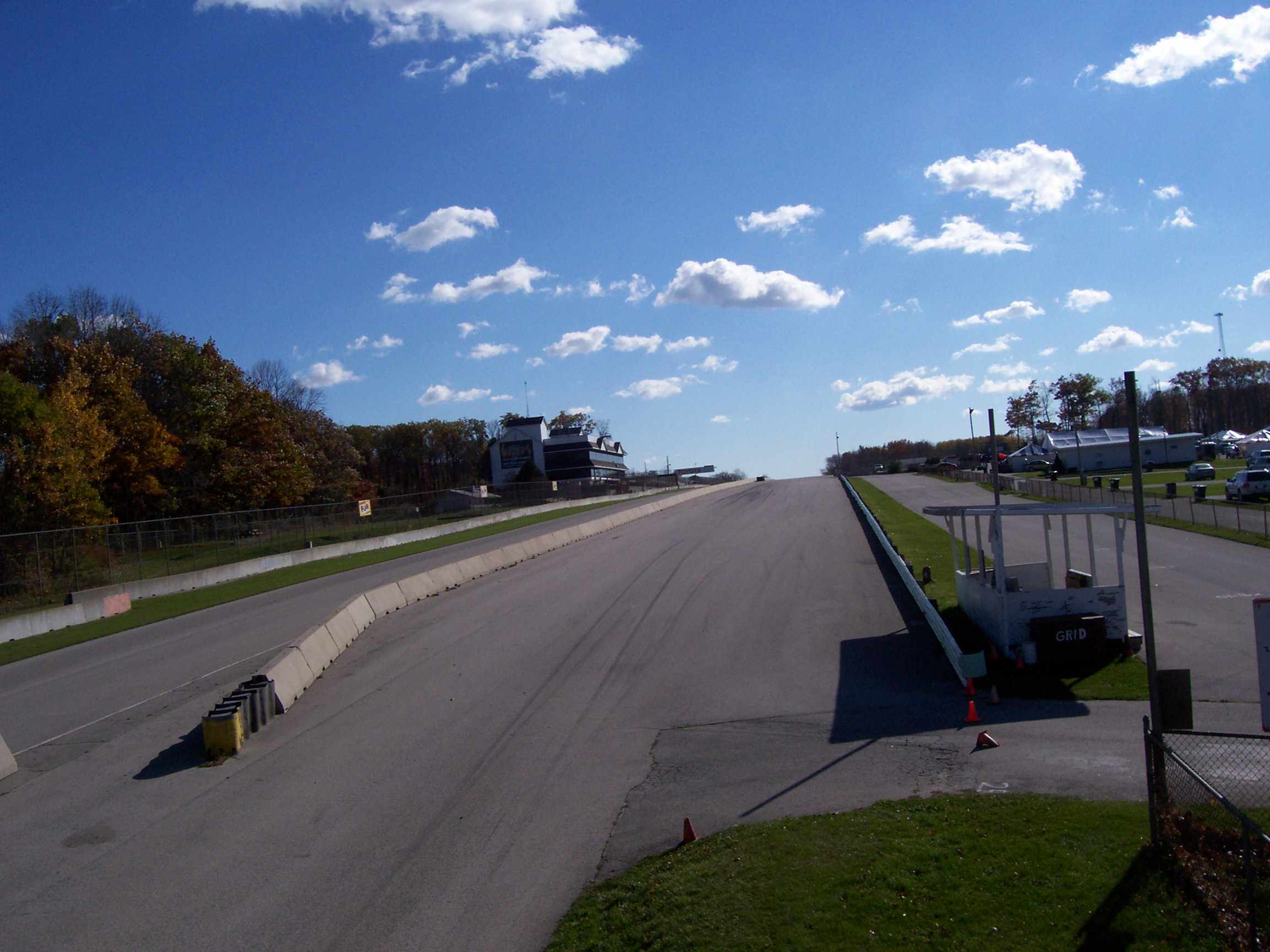
Start och målrakan samt depåinfarten.

Road America är en racerbana i Elkhart Lake i Sheboygan County i Wisconsin. Banan ägs och förvaltas Road America Inc. och är 4,048 miles (6,515 km) lång och har 14 kurvor.
Banan öppnades 1955. Många olika typer av tävlingar har körts där, bland annat Champ Car och American Le Mans Series. Den är en av världens mest populära racerbanor ur förarsynpunkt, med stora höjdskillnader och mängder av snabba kurvor. De större evenemangen är (2021) Indycar Series, Nascar Xfinity Series och Nascar Cup Series. Senast Nascar-cupen gästade Road America var 1956.